# 弗拉狄米爾·米格烈
弗拉狄米爾·米格烈（俄语：Влади́мир Никола́евич Мегре́，1950年7月23日—）是俄羅斯企業家和作家，知名于《鳴響雪松》系列書籍的作者。

## 童年
米格烈出生於現在的俄羅斯切爾尼戈夫州，在庫茲尼奇村長大。他童年的大部分時間都和祖母一起度過，他將祖母描述為鄉村治療師。作為 1960 年代的少年，米格烈偶爾會在位於莫斯科東北部謝爾吉耶夫鎮的三一謝爾蓋耶夫修道院拜訪一位名叫費奧多里特神父的僧侶。

## 早期職業生涯
米格烈 16 歲時離家，搬到新西伯利亞，在那裡他在幾家商業合作社擔任攝影師、攝影師和電影導演。婚後與前妻生了一個女兒，波麗娜。與其他許多新資本主義的俄羅斯人一樣，他利用改革和隨後共產主義制度的崩潰開始了他的創業生涯。到 1980 年代後期已成為西伯利亞企業家跨區域協會的主席。
1994-95 年，他租用了一支內河輪船隊，沿新西伯利亞北部的鄂畢河進行了兩次貿易航行。

## 《鳴響雪松》
米格烈在鄂畢河航行的經歷構成了他暢銷系列書籍《鳴響雪松》(俄語:Звенящие Кедры России tr. Zvenyashchiye Kedry Rossii)的中心敘述，寫於 1996 年至 2010 年間。第一集《阿納絲塔夏》，由莫斯科第 11 印刷出版社賒賬印刷，第一批由作者本人在莫斯科地鐵出售。
該系列的主要關注點是正確規劃、懷孕和撫養孩子的方法，這些都應該發生在同一個地方:祖傳家園，一塊自給自足的土地。為了後代的健康和享受，家園應該由父母創造。
作為一名企業家，他成立了自己的公司 (http://idzk.ru/en/ （页面存档备份，存于）) 來出版後續書籍，並且獲得讀者成立了一個自發性的讀書會，以有助於推廣這套書籍的理念。並已被翻譯成 20 種語言。

## 祖傳家園
《鳴響雪松》系列套書的中心思想，是在一塊一公頃的土地上建造一個「祖傳家園」，一個有益於新一代受孕、出生和養育的「愛的空間」。
在 1996 年第一本書出版之前，俄羅斯幾乎沒有「祖傳家園」。 2014 年，在弗拉基米爾市舉行的鳴響雪松會議吸引了來自俄羅斯 89 個地區中的 48 個地區的 150 多個家庭宅基地的代表。在 2014 年紐約市聯合國 Nexus 峰會上的一次演講中，米格烈展示了一張顯示俄羅斯 230 個「祖傳家園」位置的地圖。
這些書籍已成為俄羅斯「回歸土地」運動的基礎，該運動以永久可持續、自力更生和自給自足的簡單生活為基礎，提供物質生活和精神滿足。